# Amomum vestitum
Amomum vestitum là một loài thực vật có hoa trong họ Gừng. Loài này được Karl Moritz Schumann mô tả khoa học đầu tiên năm 1899. Tuy nhiên, Droop và Newman (2014) cho rằng loài này chưa được đặt đúng chỗ.

## Phân bố
Loài này có ở đảo Sumatra, Indonesia.